# Estadio Ciudad Deportiva Califa
El Estadio Ciudad Deportiva Califa (en árabe: ملعب مدينة خليفة الرياضية) es un estadio de usos múltiples ubicado en la ciudad de Isa, en el país asiático de Baréin. Actualmente se utiliza sobre todo para los partidos de fútbol y es el estadio sede del Al-Najma equipo que disputa la Liga Premier de Baréin. 
El estadio tiene capacidad para 15.000 personas y fue inaugurado en 1968, en 2007 fue renovado por última vez. El recinto albergó nueve partidos de la Copa de Naciones del Golfo de 2013. En 2016 fue una de las dos sedes del Campeonato sub-19 de la AFC.